# إلياس البلادي
إلياس حسين البلادي هو لاعب كرة قدم سعودي يلعب حاليًا في نادي العدالة.